# Ringoes
 (août 2025).
Ringoes est une census-designated place située dans le comté de Hunterdon, dans l’État du New Jersey, aux États-Unis. Lors du recensement de 2020, elle compte 849 habitants.